# Jacob Burckhardt

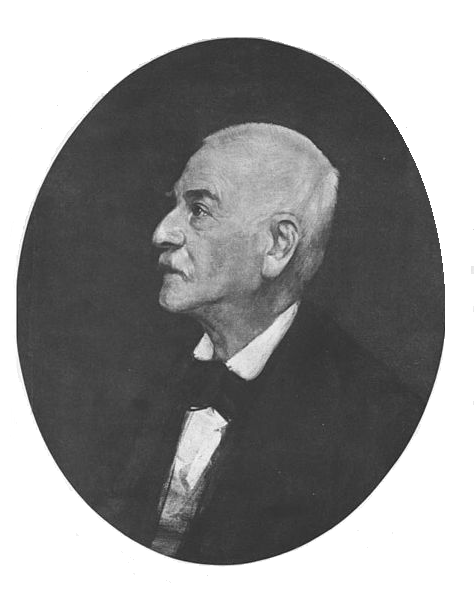
Jacob Burckhardt, nach 1890

Jacob Christoph Burckhardt (* 25. Mai 1818 in Basel; † 8. August 1897 ebenda) war ein Schweizer Kulturhistoriker mit Schwerpunkt Kunstgeschichte. Er lehrte jahrzehntelang an der Universität Basel. Bekanntheit erlangte er vor allem durch sein Buch Die Cultur der Renaissance in Italien.

## Leben

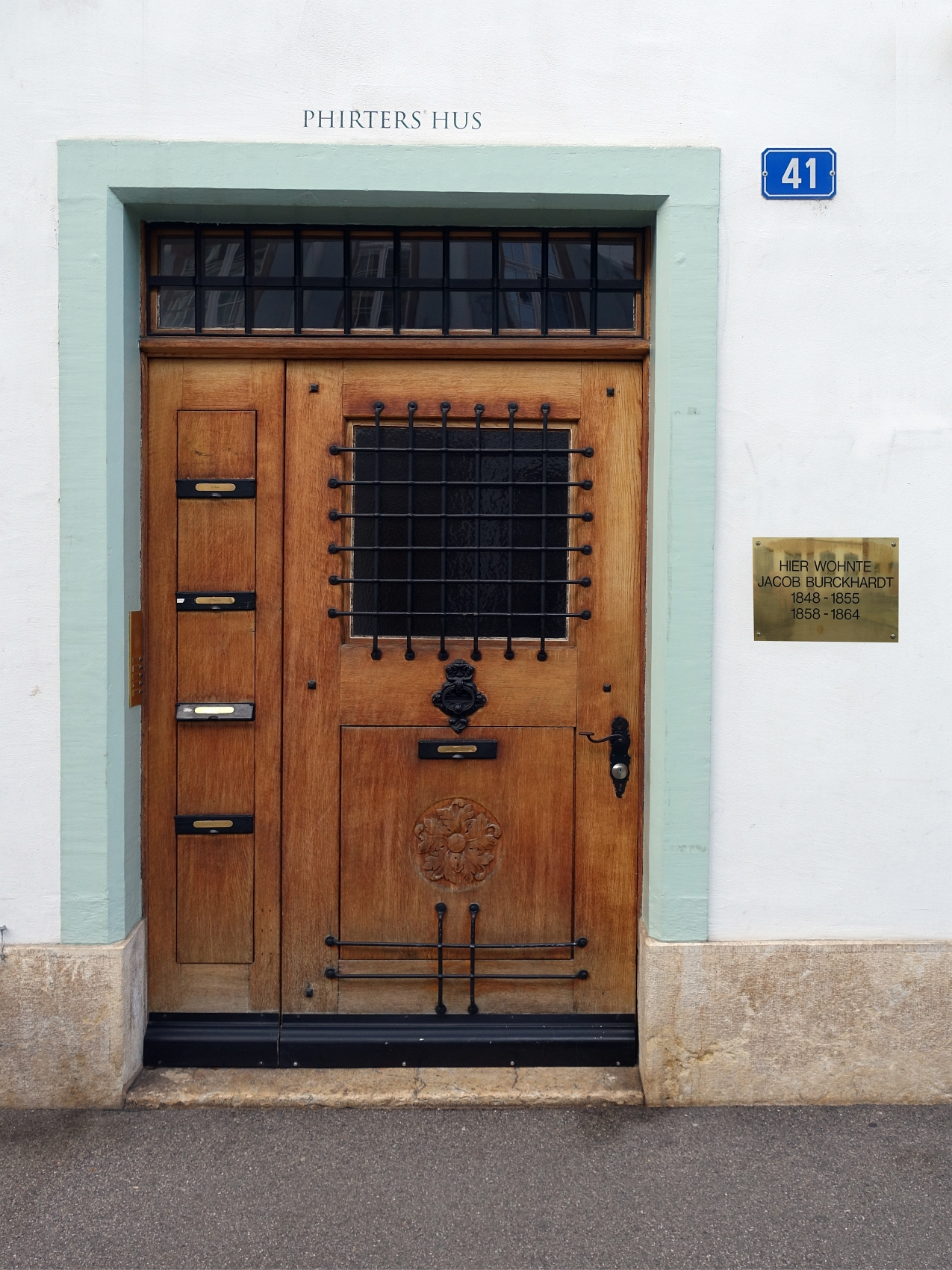
Wohnhaus von Jacob Burckhardt in Basel (St. Alban-Quartier)

Jacob Burckhardt wurde 1818 in Basel als viertes von sieben Kindern geboren. Er stammte aus einer alten und einflussreichen Familie des Basler Daig. Seine Mutter war Susanna Maria Burckhardt-Schorndorff (1782–1830). Etliche Vorfahren waren Geistliche. Auch sein Vater Jakob Burckhardt der Ältere (1785–1858) war Pfarrer der reformierten Kirche in Basel. Ab 1838 stand er der Münstergemeinde vor und war damit zugleich Antistes (Vorsteher) der Basler Geistlichkeit. Jacob Burckhardts Schwester Margaretha Salome heiratete 1832 den Architekten Melchior Berri. Im Elternhaus und auf dem Gymnasium erhielt Burckhardt eine umfassende humanistische Bildung. Seine Lehrer vermittelten ihm ausgezeichnete Kenntnisse in Französisch, Italienisch sowie in den alten Sprachen und förderten seine historischen und literarischen Neigungen. Um seine sprachlichen Fertigkeiten im Französischen noch weiter zu vertiefen, lebte er von 1836 bis 1837 bei der Familie Godet in Neuenburg. 1835 lernte Burckhardt Heinrich Schreiber kennen und ihre Freundschaft hatte bis zu Schreibers Tod Bestand.

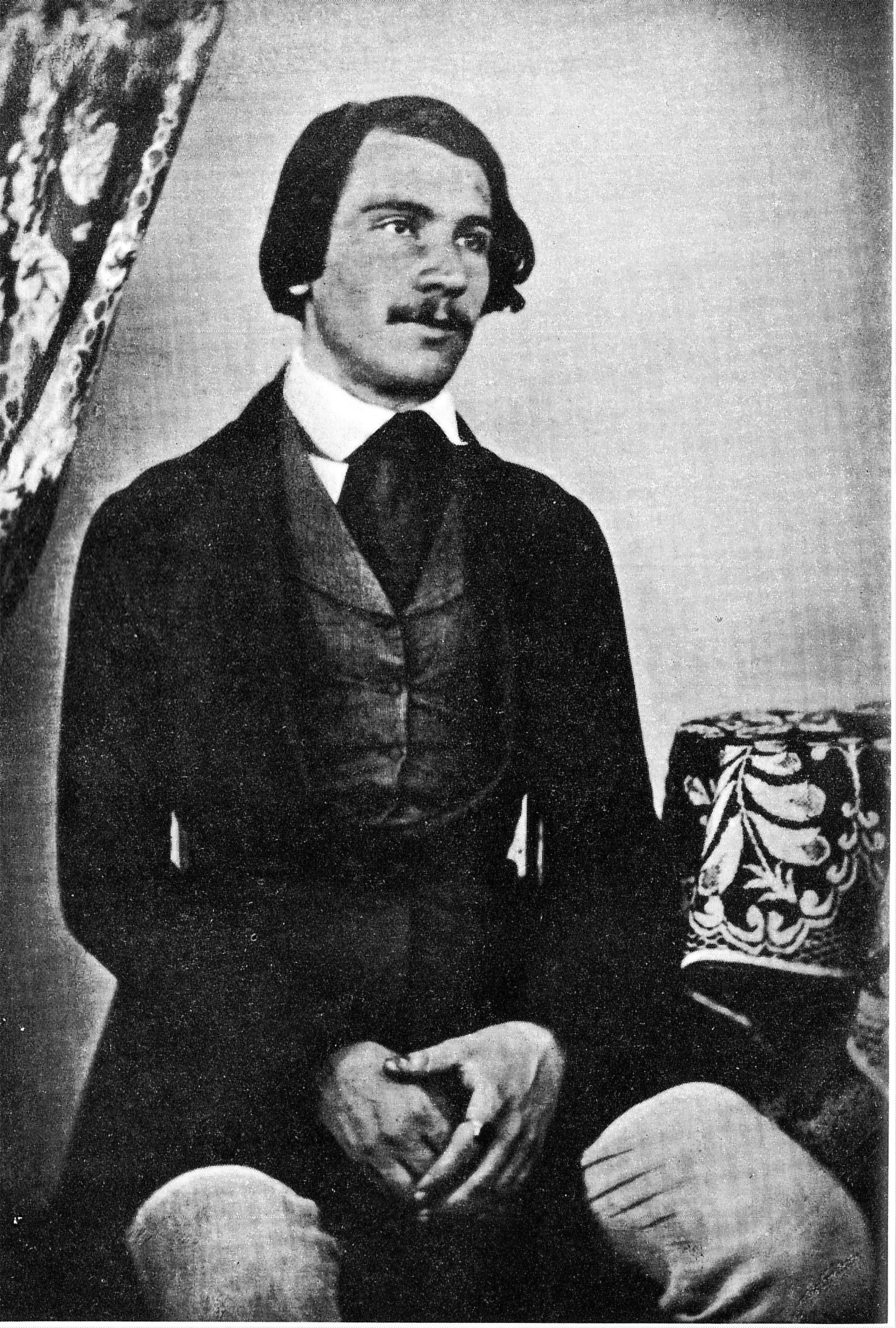
Jacob Burckhardt um 1840

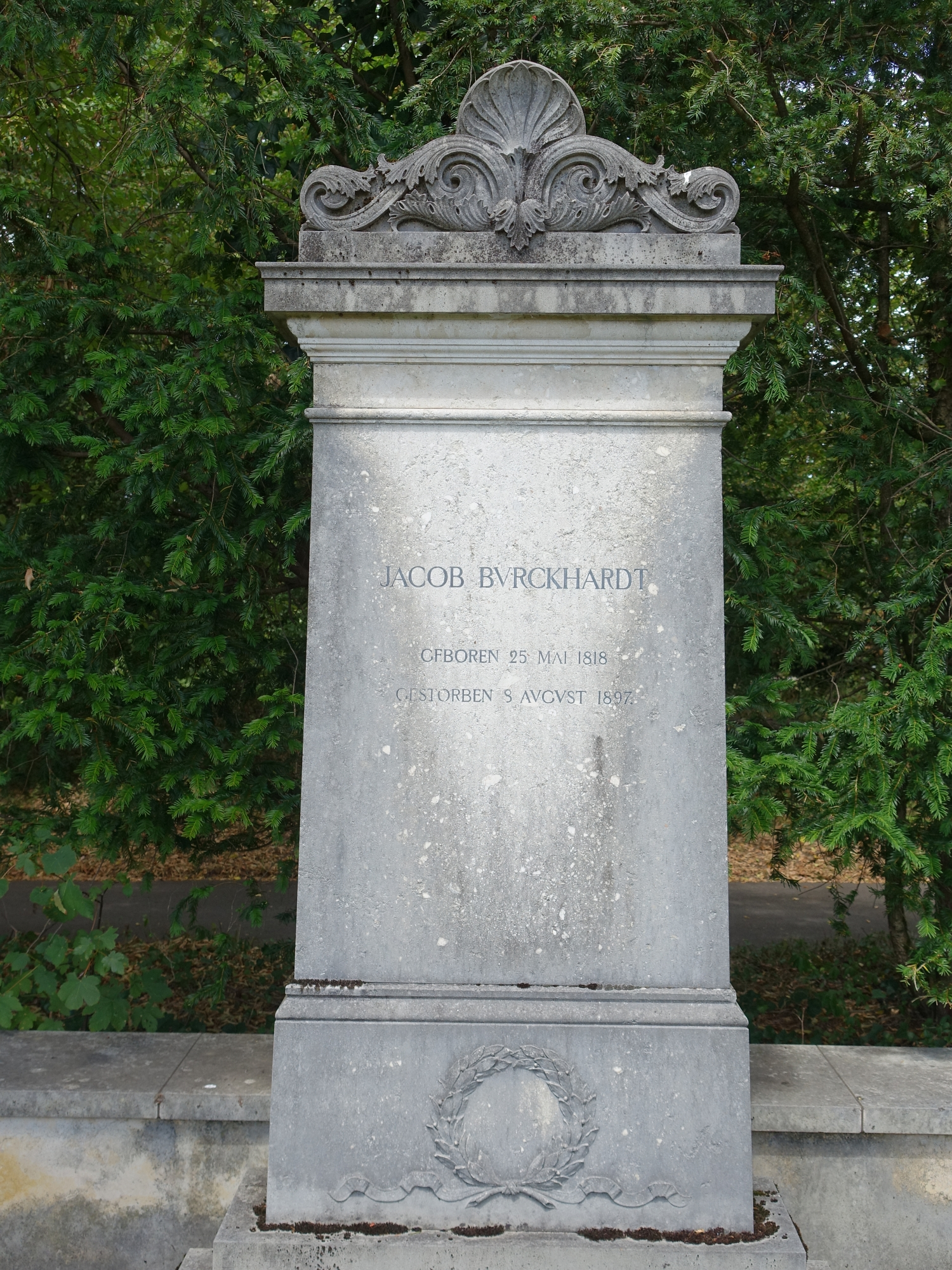
Ehrengrab auf dem Friedhof am Hörnli in Riehen, Kanton Basel-Stadt

In seiner Heimatstadt studierte Jacob Burckhardt seit 1837 auf Wunsch des Vaters Evangelische Theologie. Nebenbei befasste er sich schon damals mit Geschichtswissenschaft und Philologie. Nach vier Semestern wechselte er an die Universität in Berlin, um sich ganz dem Studium der Geschichte, Kunstgeschichte und Philologie zuzuwenden. In dieser Zeit wurde er Mitglied im Schweizerischen Zofingerverein.
In Berlin hörte er von 1839 bis 1843 unter anderem Vorlesungen bei Leopold von Ranke, Johann Gustav Droysen, August Boeckh, Franz Kugler und Jacob Grimm. Hier machte Jacob Burckhardt auch die Bekanntschaft mit Bettina von Arnim. Im Sommer 1841 verbrachte er ein Semester an der Bonner Universität und schloss sich hier dem Maikäferbund an, einer spätromantischen Dichtervereinigung um Gottfried Kinkel.
Aufgrund der beiden von Ranke angeregten Arbeiten über Karl Martell und Konrad von Hochstaden wurde Jacob Burckhardt 1843 in Basel in Abwesenheit promoviert. Bereits im darauf folgenden Jahr habilitierte er sich dort für Geschichte und wurde 1845 ausserordentlicher Professor.
Nach erfolgter Promotion hielt er sich für einige Wochen in Paris auf, um sich vor allem mit der französischen und spanischen Kunst auseinanderzusetzen. Intensiv arbeitete er hier in Archiven und Bibliotheken. In den Jahren nach 1844 arbeitete Jacob Burckhardt zeitweise als politischer Redaktor bei den konservativen Basler Nachrichten. 1845 unterbrach er diese Tätigkeit erstmals und gab sie später gänzlich auf, da seine Artikel zur angespannten innenpolitischen Lage der Schweiz umstritten waren. Zwischen 1846 und 1848 hielt er sich zweimal für ein paar Monate in Italien auf und lebte zwischenzeitlich in Berlin, wo er sich an der Abfassung des Brockhausschen Konversationslexikons beteiligte. 1848 wurden von ihm die Vorlesungsreihe «Die römische Kaiserzeit» und ein Jahr darauf die Vorlesungsreihe «Die Blütezeit des Mittelalters» fertiggestellt. Als Ergebnis einer Reise und Studien vor Ort in Italien im Jahr 1853 erschien die Gedichtsammlung in Mundart E Hämpfeli Lieder.
Von 1855 bis 1858 war Jacob Burckhardt ordentlicher Professor für Kunstgeschichte am Eidgenössischen Polytechnikum in Zürich. 1858 übernahm er an der Universität Basel den Lehrstuhl für Geschichte und Kunstgeschichte, den er bis 1893 innehatte. Fortan konzentrierte er sich auf seine Vorlesungen, die anfangs alle Epochen der europäischen Kulturgeschichte abdeckten und seit 1886 ausschliesslich die Kunstgeschichte zum Thema hatten. Daneben profilierte er sich in öffentlichen Vorträgen als gewandter Redner.

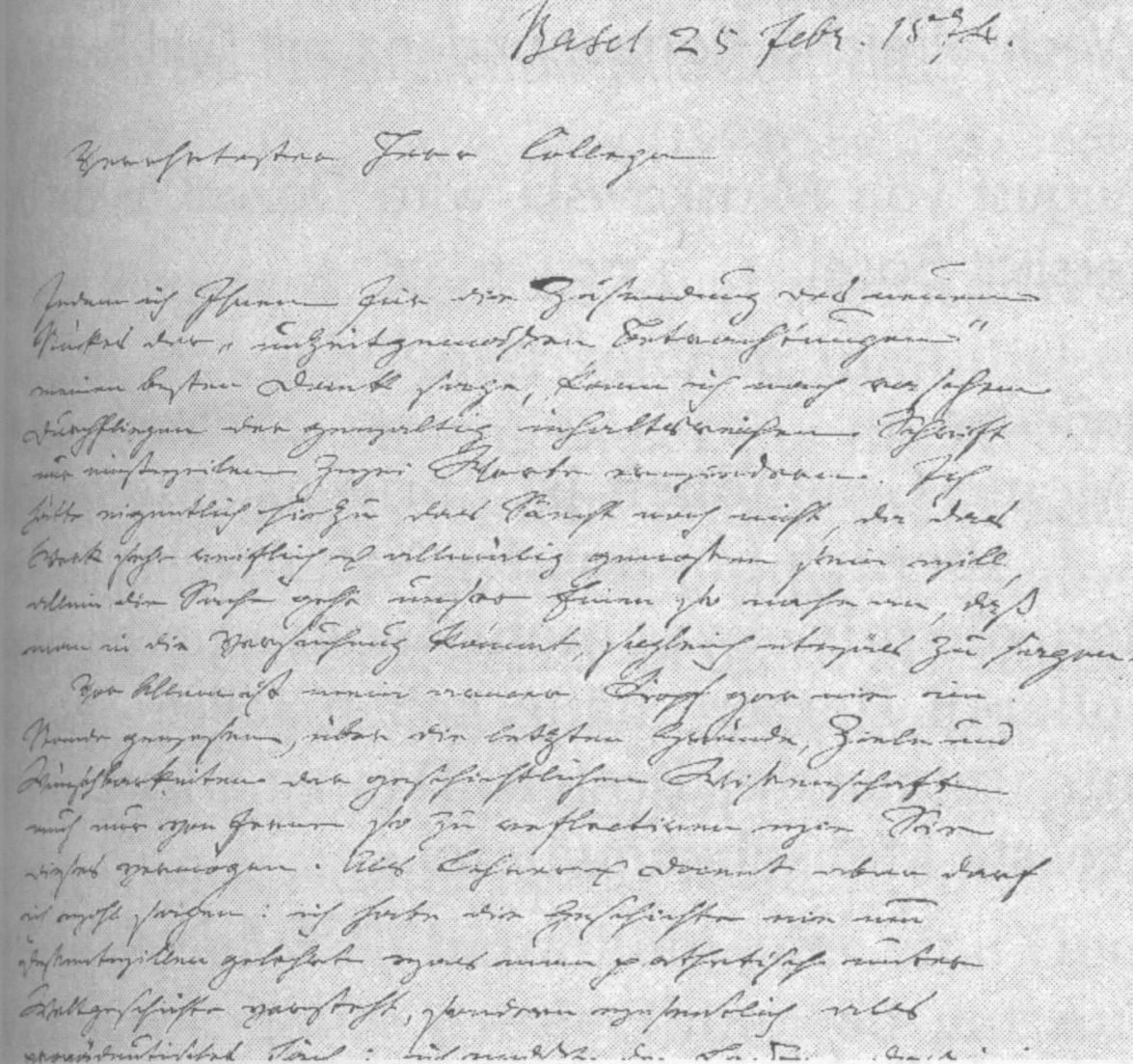
Brief Burckhardts an seinen Kollegen Nietzsche vom 25. Februar 1874 mit Anmerkung zu Nietzsches Vom Nutzen und Nachteil der Historie für das Leben

Selbst Friedrich Nietzsche, der als Deutschlands jüngster Universitätsprofessor von Leipzig nach Basel gekommen war und bereits mit vierundzwanzig Jahren als eine philologische Kapazität galt, würdigte Burckhardt als «unseren großen, größten Lehrer». Nietzsche versuchte oft mit dem älteren Kollegen ins Gespräch zu kommen und verfolgte wohl auch eine seiner Vorlesungen. Burckhardt umgekehrt sah die Begabung des jungen Nietzsche durchaus, hielt ihn aber höflich auf Distanz und konnte wohl auch mit dessen späteren philosophischen Werken wenig anfangen.
1872 lehnte Burckhardt den Ruf ab, Nachfolger Rankes an der Universität Berlin zu werden. Die letzten dreissig Jahre seines Lebens widmete er sich ganz der Lehre in Basel und veröffentlichte in dieser Zeit keine weiteren Werke. Zu seinen Schülern zählte der Kunsthistoriker Heinrich Wölfflin (1864–1945). 1886 gab Burckhardt seine Professur auf, hielt aber noch sieben Jahre lang die kunstgeschichtlichen Vorlesungen. Der auch im deutschen Sprachraum viel verwendete Begriff «terrible simplificateur» (schlimmer Vereinfacher, Flachdenker) wurde von ihm geprägt; er tritt erstmals in einem Brief Burckhardts an Friedrich von Preen vom 24. Juli 1889 auf. Burckhardt hat sich auch zur Tugend des «Dilettantismus» bekannt, dem er die Fähigkeit einer antispezialistischen Übersicht zuerkannte.
Burckhardt hatte schon 1891 schriftlich festgehalten, dass er dort beerdigt werden möchte, wo er sterbe. Das Grab sollte ein glatter Stein mit dem Namen und dem Geburts- und Todestag sein. So fand er auf dem Wolfgottesacker seine (vorläufig) letzte Ruhestätte. 1931 beschloss der Regierungsrat Basel-Stadt, verschiedene Friedhöfe in Basel definitiv aufzuheben und Burckhardt auf dem Friedhof am Hörnli eine würdige Grabstelle zur Verfügung zu stellen.

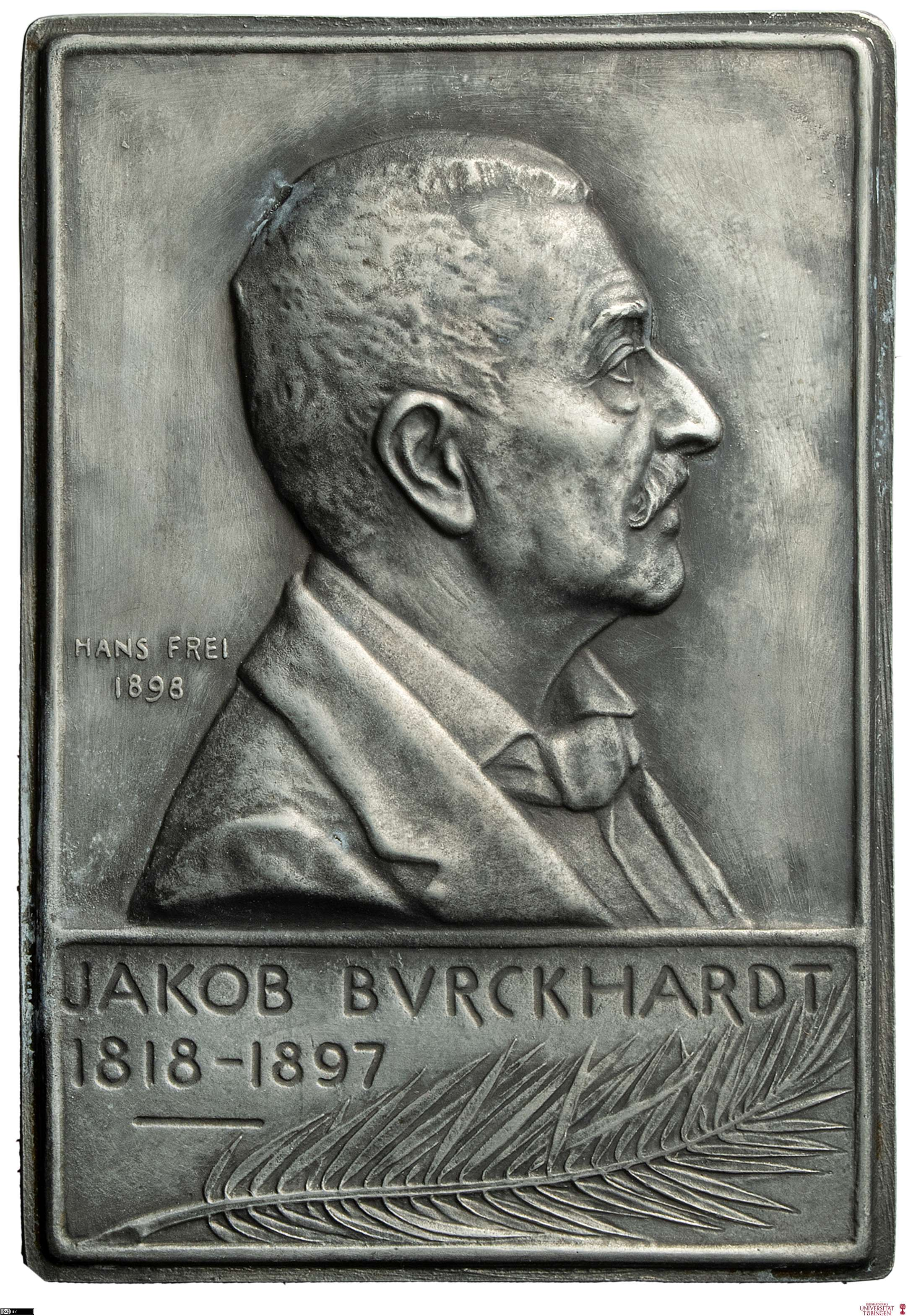
Plakette zu Ehren von Jacob Burckhardt, 1898

Postum widmete man Burckhardt für seine Leistungen eine schlichte Plakette mit seinem Porträt, die 1898 vom Medailleur Hans Frei gefertigt wurde.
Bereits 1930 hatte auf Initiative von Bertha Stromboli-Rohr (1848–1940) Burckhardts Grossneffe und Kunstmaler Hans Lendorff (1863–1946) dem Kirchenratspräsidenten von Basel-Stadt, J. Alphons Koechlin (1885–1965), den Plan vorgetragen, dass Burckhardt, wie schon sein Vater, im Kreuzgang des Basler Münsters bestattet werden solle. Aus Pietät und aus Rücksicht auf Burckhardts letzten Wunsch wurde dieses Vorhaben nicht ausgeführt. Schliesslich wurde Burckhardt am 14. Oktober 1936 exhumiert und der Holzsarg auf den Friedhof am Hörnli überführt. Im aufgehobenen Grab fand später ein Grossneffe von Burckhardt, August Simonius-Bourcart (1885–1957), mit seiner Familie die letzte Ruhestätte. Burckhardts Grab auf dem Friedhof am Hörnli wurde vom Basler Architekten Otto Burckhardt (1872–1952) entworfen. Ein weiterer Grossneffe von Burckhardt war Felix Staehelin. Ein Urgrossneffe war der Musikwissenschaftler Kurt von Fischer.

## Werk

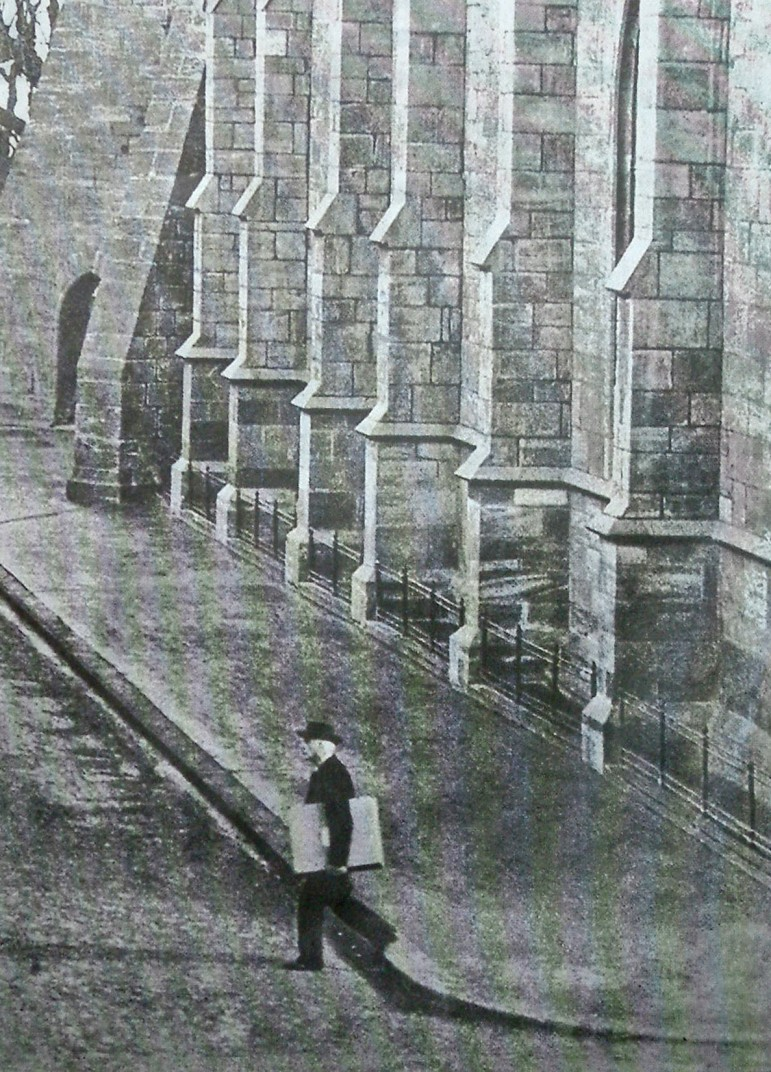
Auf dem Weg zu seiner Vorlesung passiert Jacob Burckhardt das Basler Münster, 1878

Burckhardts Aufenthalte in Italien und auch die Mitarbeit an Franz Kuglers Handbüchern zur Kunstgeschichte bewirkten eine Neuorientierung an den klassischen Idealen der Epoche Winckelmanns, Goethes und Wilhelm von Humboldts. So übernahm Burckhardt mehr und mehr eine europäisch-humanistische Sichtweise und rückte vom vorherrschenden Paradigma politischer Geschichte ab (vgl. Raupp, Spalte 855). Vernehmbar wird dies vor allem in seinen drei «klassischen» Werken, die ihn zum herausragenden Kulturhistoriker und Mitbegründer der modernen Kunstgeschichte werden liessen. Burckhardt widersprach entschieden geschichtsphilosophischen Spekulationen, die Geschichte als zeitliche Entwicklung eines übergeordneten, ewigen Geschichtsprozesses auffassten. Das einzig konstante Phänomen der Geschichte war für ihn die Natur des Menschen. Das Ziel des Daseins und der ganzen Geschichte blieb für Jacob Burckhardt rätselhaft.
Burckhardts 1853 veröffentlichtes erstes Hauptwerk ist Die Zeit Constantins des Großen, die er als notwendigen Übergang von der Antike zum Christentum und als Grundlage der mittelalterlichen Kultur verstand (vgl. Spätantike). Burckhardt sah Kaiser Konstantin im Unterschied zur seinerzeit vorherrschenden Sichtweise recht negativ, als einen reinen Machtpolitiker, dessen Hinwendung zum Christentum nur politischen Überlegungen geschuldet gewesen sei. 1855 erschien sein zweites Werk Cicerone, in dem er die italienische Kunstwelt von der Antike bis zur Gegenwart schildert.
Von grösster historiographischer Bedeutung war sein 1860 veröffentlichtes Werk Die Cultur der Renaissance in Italien, das den Strukturwandel von Staat und Kirche am Ausgang des Mittelalters und die damit einhergehende Ausbildung des «modernen», individuellen Menschen beschreibt. Auf seinen Italienreisen wurde Jacob Burckhardt stark von der italienischen Kultur der Renaissance angezogen.
Lange Zeit wurde dieser Begriff als Epochenbezeichnung der Kunstgeschichte verwendet. Der Erste, der ihn direkt für eine historische Epoche verwendete, war Jules Michelet. Erst durch Burckhardts Studien der italienischen Kultur des 15. und 16. Jahrhunderts und durch die Veröffentlichung seiner Ergebnisse wird die «Renaissance» in der öffentlichen Meinung wahrgenommen. Das Werk gilt auch heute noch als das Standardwerk über diese Epoche. Burckhardt zeichnet darin ein Gesamtbild der italienischen Renaissancegesellschaft; diese erste umfassende Darstellung jener Epoche hat das Renaissancebild Europas stark geprägt und wurde zum beispielgebenden Werk der Kulturgeschichtsschreibung. Georg Voigt dagegen hat die Bewegung des italienischen Humanismus als Phänomen der geistigen Hochkultur untersucht. Beiden gemeinsam ist die Erkenntnis, dass die Renaissance die Moderne in Europa eingeleitet hat; sie beide gelten als Begründer der modernen Renaissance-Forschung.
Nach seinem Tod hinterliess Burckhardt vier unveröffentlichte druckreife Werke, darunter Erinnerungen aus Rubens. Aus dem Nachlass wurden ausserdem die Griechische Kulturgeschichte und die vielgelesenen Weltgeschichtlichen Betrachtungen veröffentlicht. Burckhardt hatte nie vor, sein Kolleg «Über das Studium der Geschichte», das er von 1868 bis 1872 dreimal abhielt, zu publizieren. Noch auf dem Sterbebett gab er seinem Neffen Jacob Oeri (1844–1908) den Auftrag, alle handschriftlichen Hinterlassenschaften einstampfen zu lassen, aber die Erlaubnis zur Einsichtnahme konnte ihm Oeri doch noch abringen. Dass diese Einsicht etliche Jahre dauern und mit einer Veröffentlichung enden sollte, war sicher nicht Burckhardts Absicht. Wie bei mehrfach gehaltenen Vorlesungen nicht ungewöhnlich, liegen die Skripte in mehreren Fassungen vor, durchsetzt mit Einschüben und Aktualisierungen. Das erhaltene handschriftliche Material – die Mitschriften von Studenten nicht mitgerechnet – ist etwa doppelt so umfangreich wie der Text, den Oeri dann für die Buchausgabe von 1905 herausgab. Die kühnste Neuerung Oeris war wohl die Veränderung des Titels zu Weltgeschichtliche Betrachtungen, die Burckhardts einführende Vorlesung vielleicht in die Nähe von Nietzsches Unzeitgemäßen Betrachtungen rücken sollte.
Die Werke Burckhardts wurden häufig verlegt und übersetzt. Vom regen Schriftverkehr Burckhardts sind über 1700 Briefe erhalten geblieben und ebenfalls veröffentlicht worden. Im Herbst 2000 begann die Publikation einer neuen Kritischen Gesamtausgabe im Verlag C. H. Beck, ein auf 27 Bände angelegtes Unternehmen. Die Bände 1 bis 9 sind den von Jacob Burckhardt selbst publizierten beziehungsweise zur Publikation vorbereiteten Schriften gewidmet, die Bände 10 bis 26 enthalten die Werke, Vorträge und Vorlesungen aus dem Nachlass, Band 27 enthält das Register.

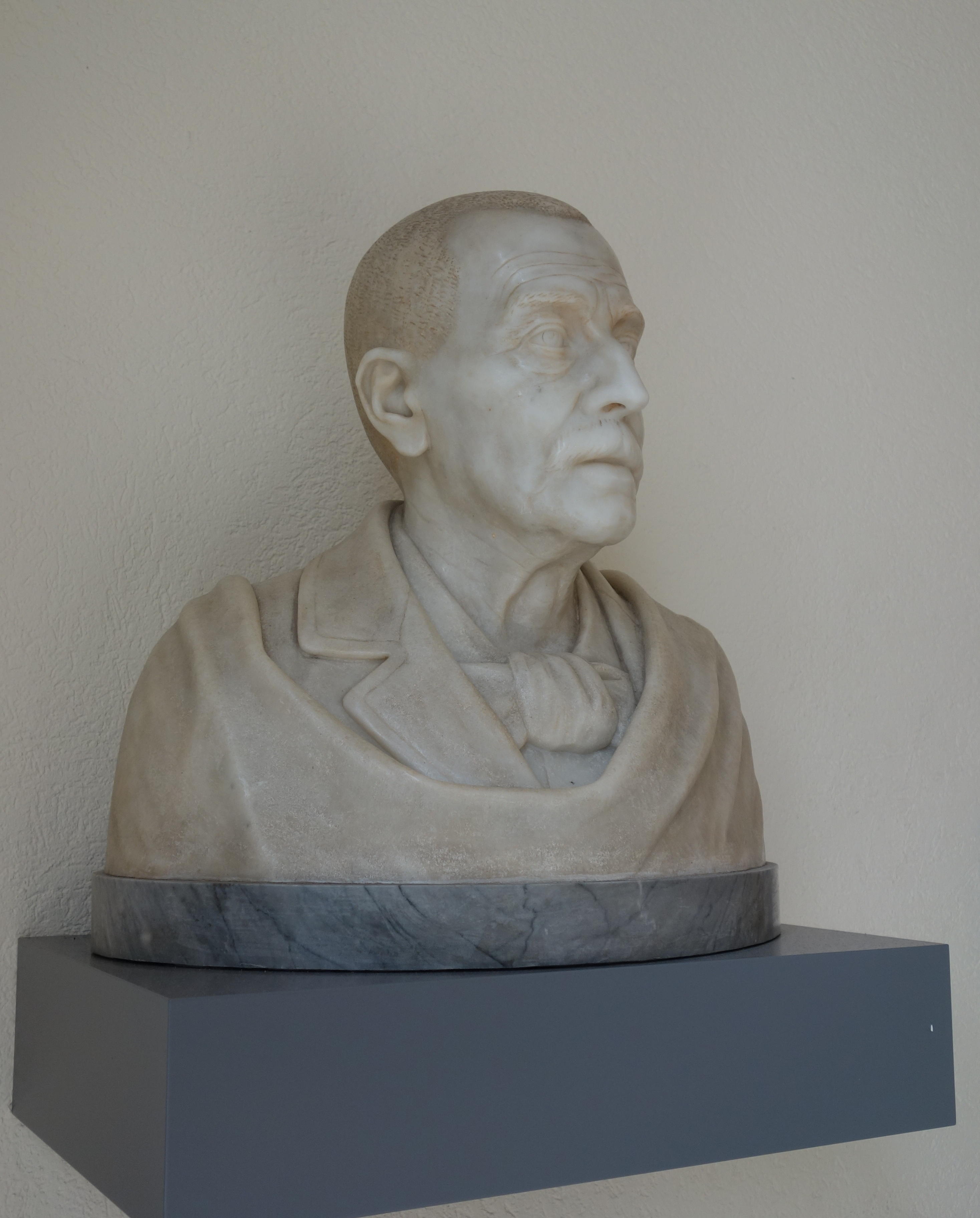
Büste in Basel (Artur Volkmann, 1899)

## Rezeption

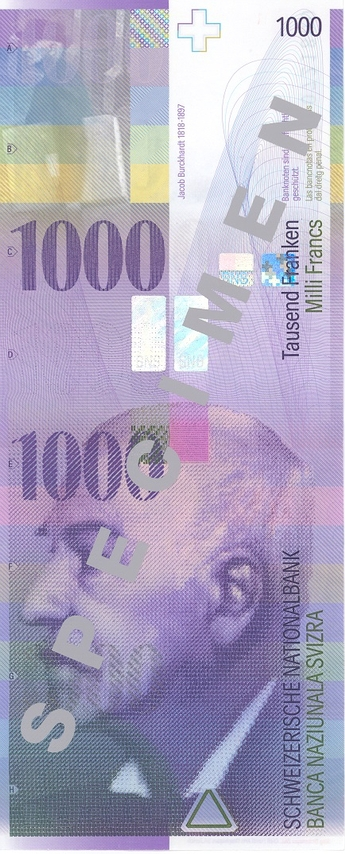
Burckhardt auf Schweizer Banknote

Nach Jacob Burckhardt ist in Basel, Zürich und in Deutschland in Konstanz und Freiburg im Breisgau jeweils eine Strasse benannt. Nach ihm ist auch der Jacob-Burckhardt-Preis der Johann Wolfgang von Goethe-Stiftung zu Basel benannt, der für beispielhafte künstlerische Leistungen verliehen wird, sowie der gleichnamige Preis, der vom Kunsthistorischen Institut in Florenz – Max-Planck-Institut an Nachwuchswissenschaftler der Kunstgeschichte verliehen wird.
Der höchste Geldschein der Schweiz, der 1000-Franken-Schein der Achten Serie, trug seit 1995 das Porträt des Basler Kulturhistorikers.
Der Schweizer Historiker Aram Mattioli kritisierte in einem Essay über Jacob Burckhardt dessen Antisemitismus und Ethnozentrismus. Burckhardt habe an die Überlegenheit der «kaukasischen Rassenvölker» geglaubt. Ebenso kritisierte Mattioli Burckhardts Ablehnung der Demokratie.

## Schriften
- Carl Martell (1840)
- Kunstwerke der belgischen Städte (1842)
- Conrad von Hochstaden (1843)
- Die Zeit Constantins des Großen (Ende 1852, offiziell 1853)[13]
- Cicerone (1855; Digitalisat und Volltext im Deutschen Textarchiv)
- Die Cultur der Renaissance in Italien (Stuttgart 1860; Digitalisat und Volltext im Deutschen Textarchiv) (2. Aufl. 1869; Digitalisat im Internet Archive); Neudruck ebenda 1966.
- Geschichte der Renaissance in Italien (1878)

Aus dem Nachlass erschienen
- Erinnerungen aus Rubens (1898)
- Griechische Kulturgeschichte (1898–1902)
- Weltgeschichtliche Betrachtungen (1905). Erläuterte Ausgabe: von Rudolf Marx, Stuttgart 1978.
- Historische Fragmente (aus dem Nachlass gesammelt von Emil Dürr, 1942)

Werkausgaben
- Jacob Burckhardt-Gesamtausgabe. Schwabe, Basel 1929–1934.
- Briefe. Vollständig und kritisch bearbeitete Ausgabe mit Benützung des handschriftlichen Nachlasses hergestellt von Max Burckhardt. Elf Bände. Schwabe, Basel 1949–1994.
- Gesammelte Werke. Zehn Bände. Schwabe, Basel 1955–1959.
- Werke. Kritische Gesamtausgabe. Hrsg. von der Jacob-Burckhardt-Stiftung, Basel. 29 Bände. Schwabe, Basel, und C. H. Beck, München, ab 2002 (bisher 16 Bände erschienen; Editionsplan).

Briefwechsel
- Hans Barth: Briefe Jakob Burckhardts an Salomon Vögelin. In: Basler Stadtbuch 1914. S. 43–72.
- Rudolf Wackernagel: Briefe von Jacob Burckhardt an Bernhard Kugler 1867–1875. In: Basler Zeitschrift für Geschichte und Altertumskunde. Band 14, 1915, S. 351–377. (Digitalisat).
- Gustav Münzel: Der Briefwechsel zwischen Jakob Burckhardt und Heinrich Schreiber. In: Basler Zeitschrift für Geschichte und Altertumskunde. Band 22, 1924, S. 1–85. (Digitalisat).
- Heinrich Oeri, Max Burckhardt: Briefe aus Jacob Burckhardts Jugendzeit. In: Basler Zeitschrift für Geschichte und Altertumskunde. Band 82, 1982, S. 97–147 (doi:10.5169/seals-118066#100).